# François Asselineau
François Asselineau (Parijs, 14 september 1957) is een Franse politicus en inspecteur-generaal van Financiën.
Asselineau was lid van de Rassemblement Pour la France (RPF) en de Union pour un Mouvement Populaire (UMP) voordat hij zijn eigen politieke partij, de Union populaire républicaine (UPR, Nederlands: Republikeinse Volkspartij), in 2007 oprichtte. Zijn beweging bevordert de eenzijdige terugtrekking van Frankrijk uit de Europese Unie, de eurozone en de NAVO. 
Zijn partij wordt beschreven als soevereinistisch, antiamerikanistisch en complotistisch, beschrijvingen die François Asselineau afwijst. De UPR presenteert zich noch als rechts noch als links. 
François Asselineau wordt zelf vaak rechts tot extreemrechts gesitueerd. Gehecht aan het gaullisme, neemt hij deze ideologie aan en presenteert hij zich ook als een tegenstander van het Front National.
François Asselineau heeft een moeilijke relatie met de media gehad, die hij herhaaldelijk heeft beschuldigd van "censuur". In zijn kritiek benoemt hij de Franstalige Wikipedia, die hem onvoldoende opmerkelijk vond om een pagina in de encyclopedie te rechtvaardigen. Het activisme van zijn aanhangers om de media-aandacht aan Asselineau en de UPR te vergroten, is door sommige waarnemers opgemerkt.
Na een mislukte poging om zich kandidaat te stellen voor de Franse presidentsverkiezingen in 2012, deed Asselineau mee aan de presidentsverkiezingen van 2017 en presenteerde zich als de "Frexit-kandidaat", hij haalde 0,92% van de stemmen.